# Colubrinae
Colubrinae là một phân họ trong họ Colubridae. Nó bao gồm nhiều chi, và các nguồn phân loại học khác nhau thường không thống nhất về số lượng chi. The Reptile Database liệt kê 724 loài trong 91 chi tại thời điểm tháng 3 năm 2020. Nó là phân họ lớn thứ hai trong họ Colubridae, chỉ sau phân họ Dipsadinae. Nhiều loài rắn hay được biết đến là các thành viên của phân họ này, bao gồm các loài rắn săn chuột, rắn vua, rắn sữa, rắn roi và rắn chàm.
Phân họ Colubrinae phân bố rộng khắp thế giới, với sự đa dạng lớn nhất tại Bắc Mỹ, châu Á, miền bắc châu Phi và Trung Đông. Có tương đối ít loài rắn thuộc phân họ này tại châu Âu, Nam Mỹ, Australia và miền nam châu Phi. Phân họ này không có loài nào tại Madagascar, Caribe và các đảo trên Thái Bình Dương.
Các loài trong phân họ này có sự đa dạng rất lớn về hình thái và sinh thái. Nhiều loài sống trên cạn, với các nhóm chuyên đào bới (như Tantilla) và sống trên cây (như Oxybelis), nhưng không có nhóm nào thực sự thủy sinh. Một số nhóm là những động vật săn mồi kiểu siết chặt (như Pantherophis, Pituophis, Lampropeltis) cũng là thành viên của nhóm này, cũng như một số ít loài có nọc đủ mạnh để gây tử vong ở con người (như Dispholidus và Thelotornis).
Trong phạm vi Colubrinae, các chi và loài dường như tạo thành năm nhánh khác biệt ở các mức độ khác nhau là khá tương đồng về mặt sinh thái học và phân bố địa lý, mặc dù việc lấy mẫu tăng lên là cần thiết để xác định xem tất cả các loài hiện đặt trong Colubrinae có khớp với một trong các nhóm này hay không. Chúng tương ứng gần đúng với các tông được công nhận trong quá khứ là Sonorini, Colubrini, Boigini/Lycodontini, Dispholidini và Lampropeltini.
Coluber là chi điển hình của cả Colubrinae lẫn Colubridae và là tên gọi cơ sở cho tên gọi Colubroidea. Nó cũng là một trong ba tên gọi cho các chi rắn được Linnaeus đặt mà hiện nay vẫn còn được sử dụng.

## Các chi
Một nhóm bao gồm 4 chi trong quá khứ được đặt trong Colubrinae nhưng gần đây được một số phân tích tách ra thành phân họ tách biệt là Ahaetuliinae. Chúng bao gồm Ahaetulla Link, 1807, Chrysopelea Boie, 1827, Dendrelaphis Boulenger, 1890 và Dryophiops Boulenger, 1896.
- Aeluroglena Boulenger, 1898

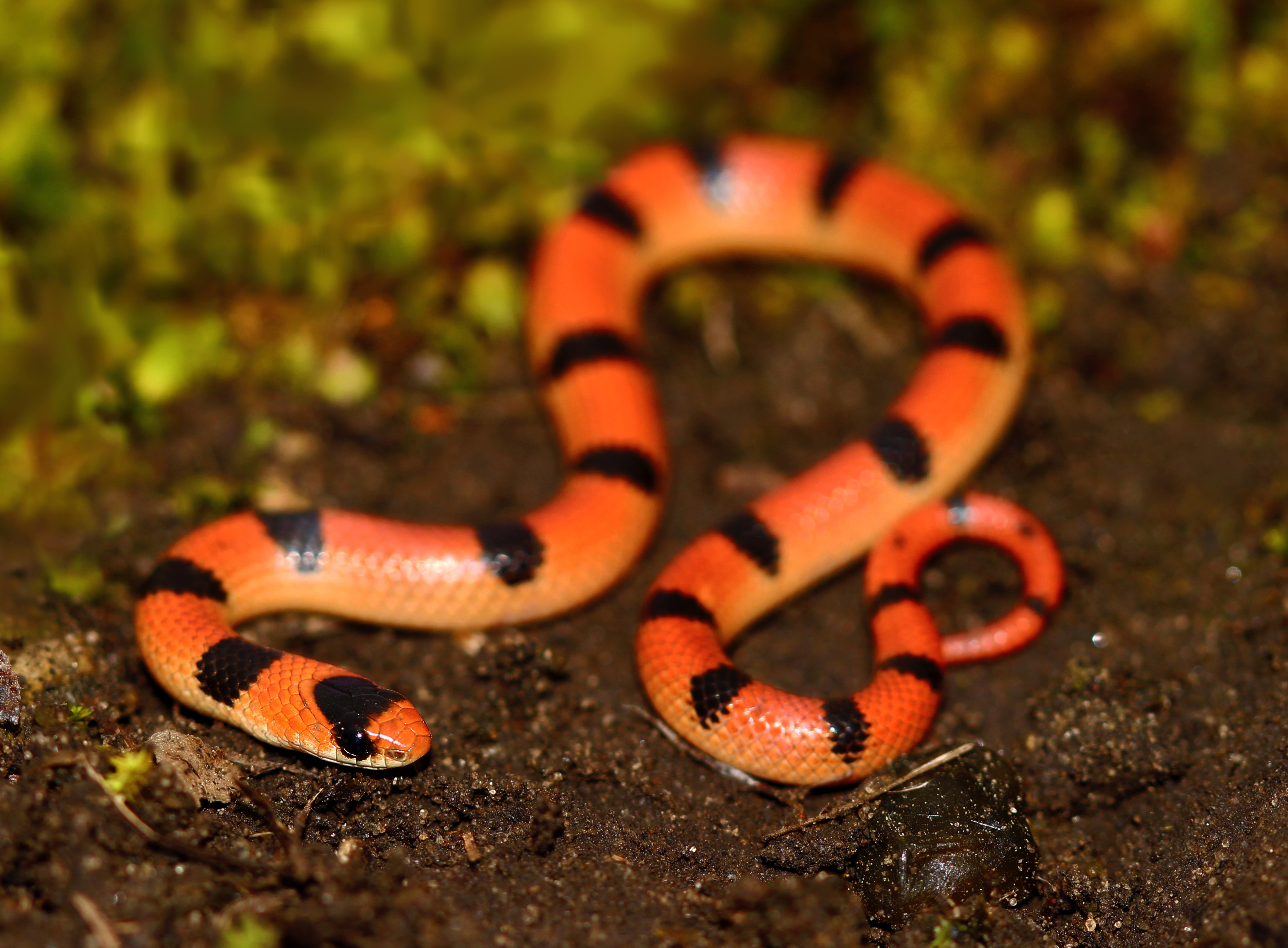
Sonora semiannulata

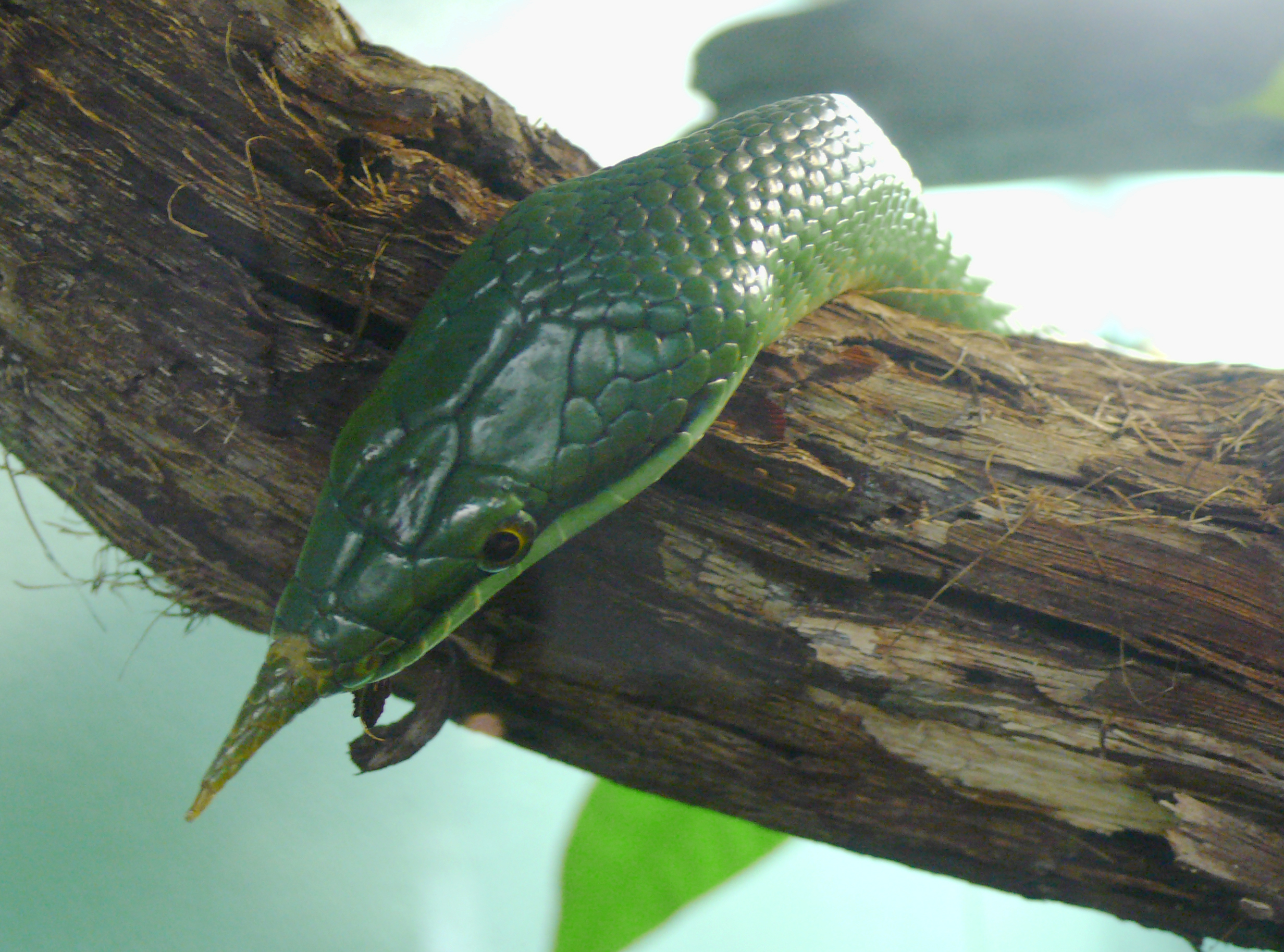
Gonyosoma boulengeri

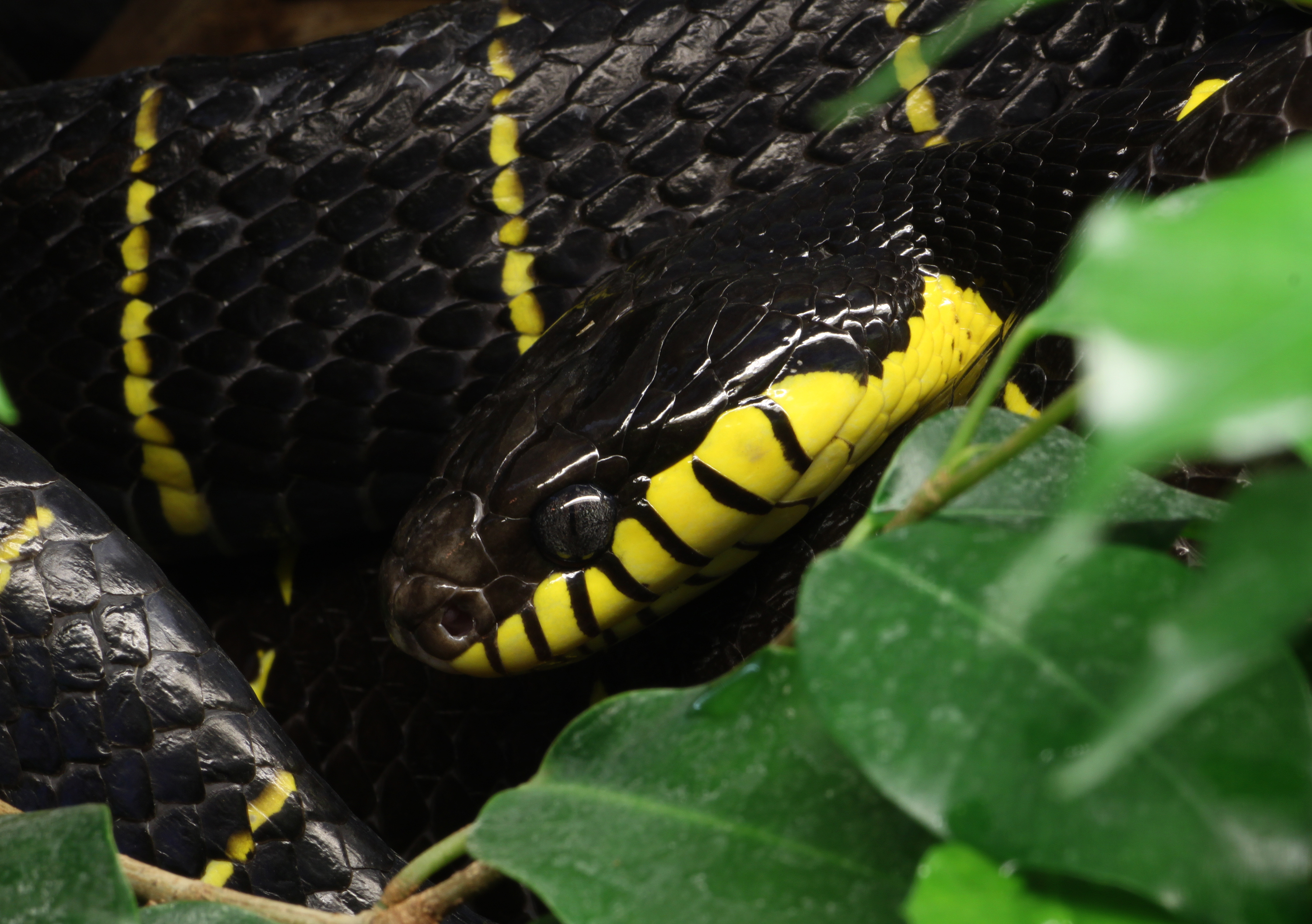
Boiga dendrophila (rắn rào cây)

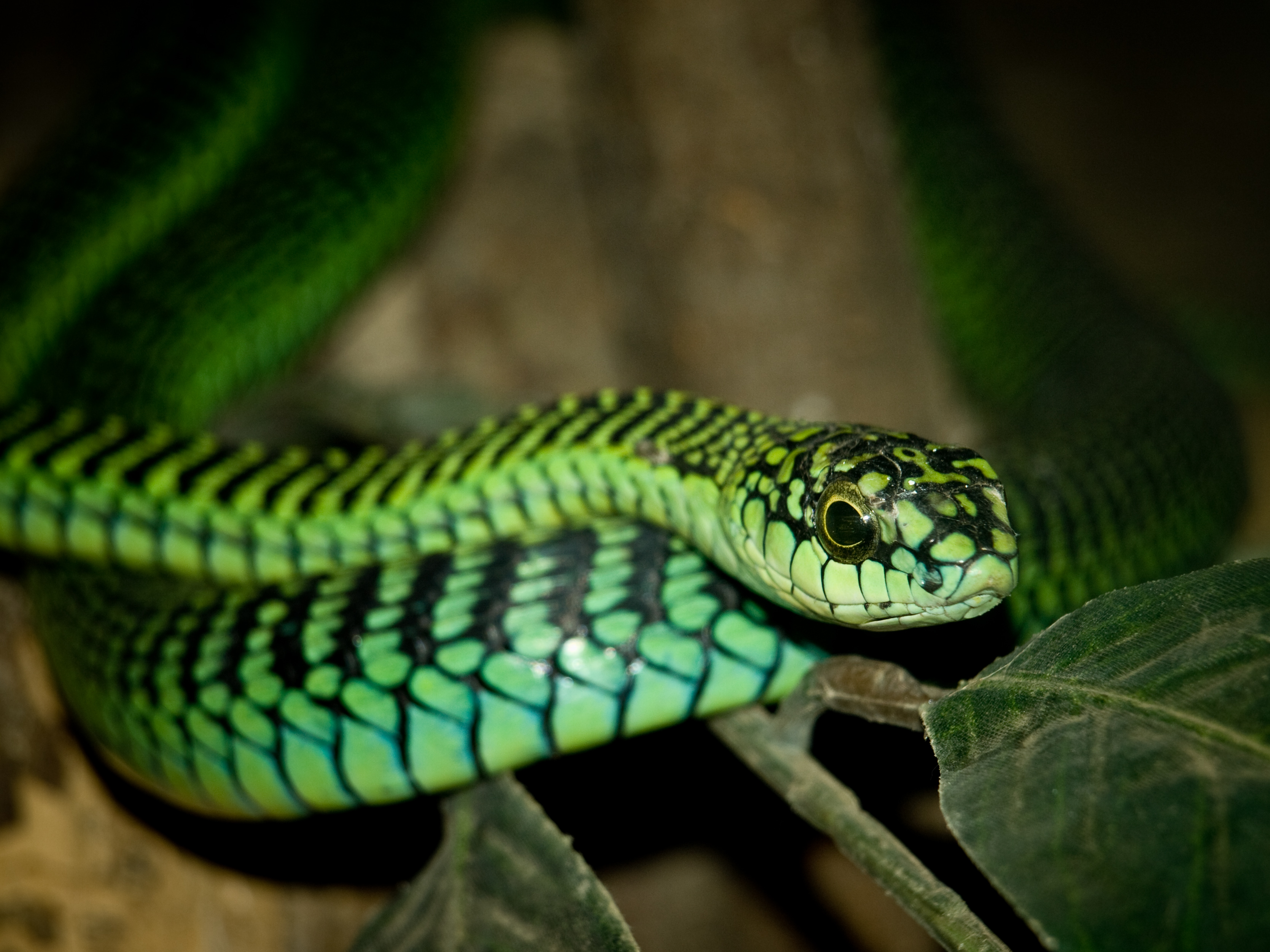
Dispholidus typus

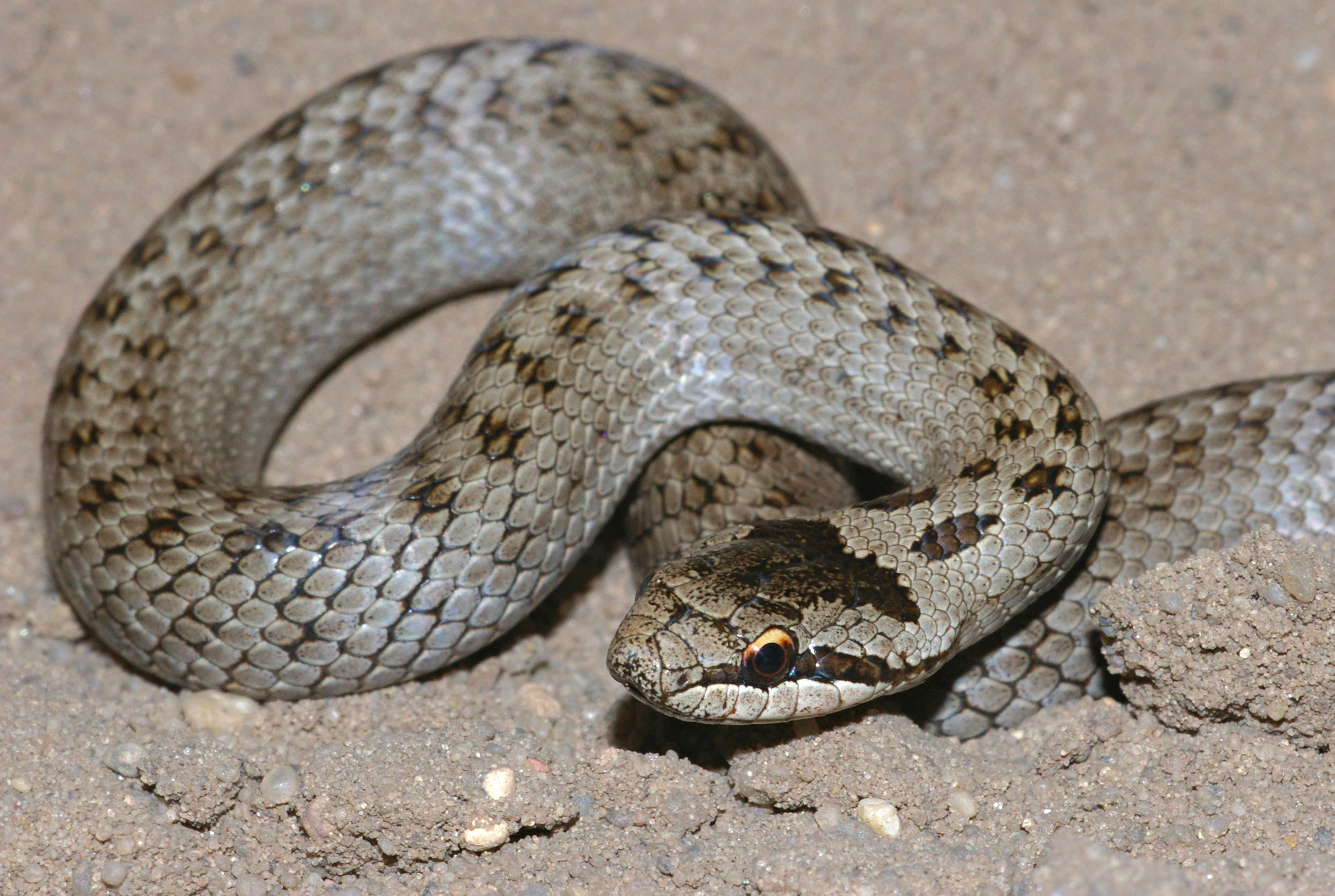
Coronella austriaca

- Aprosdoketophis Wallach, Lanza & Nistri, 2010
- Archelaphe Schulz, Böhme & Tillack, 2011
- Argyrogena Werner, 1924
- Arizona Kennicott, 1859
- Bamanophis Schätti & Trape, 2008
- Bogertophis Dowling & Price, 1988
- Boiga Fitzinger, 1826
- Cemophora Cope, 1860
- Chapinophis Campbell & Smith, 1998
- Chironius Fitzinger, 1826
- Coelognathus Fitzinger, 1843
- Coluber Linnaeus, 1758
- Colubroelaps Orlov, Kharin, Ananjeva, Thien Tao & Quang Truong, 2009
- Conopsis Günther, 1858
- Coronella Laurenti, 1768
- Crotaphopeltis Fitzinger, 1843
- Dasypeltis Wagler, 1830
- Dendrophidion Fitzinger, 1843
- Dipsadoboa Günther, 1858
- Dispholidus Fitzsimons & Brain, 1958
- Dolichophis Gistel, 1868
- Drymarchon Fitzinger, 1843
- Drymobius Fitzinger, 1843
- Drymoluber Amaral, 1929
- Eirenis Jan, 1862
- Elaphe Fitzinger, 1833
- Euprepiophis Fitzinger, 1843
- Ficimia Gray, 1849
- Geagras Cope, 1876
- Gonyosoma Wagler, 1828
- Gyalopion Cope, 1860
- Hapsidophrys Fischer, 1856
- Hemerophis Schätti & Utiger, 2001
- Hemorrhois Boie, 1826
- Hierophis Fitzinger, 1843
- Lampropeltis Fitzinger, 1843
- Leptodrymus Amaral, 1927
- Leptophis Bell, 1825
- Liopeltis Fitzinger, 1843
- Lycodon Fitzinger, 1826
- Lytorhynchus Peters, 1862
- Macroprotodon Guichenot, 1850
- Masticophis Baird & Girard, 1853
- Mastigodryas Amaral, 1935
- Meizodon Fischer, 1856
- Mopanveldophis Figueroa et al., 2016
- Muhtarophis Avcı, Ilgaz, Rajabizadeh, Yılmaz, Üzüm, Adriaens, Kumlutaş & Olgun, 2015
- Oligodon Fitzinger, 1826
- Oocatochus Helfenberger, 2001
- Opheodrys Fitzinger, 1843
- Oreocryptophis Utiger, Schätti & Helfenberger, 2005
- Orientocoluber Kharin, 2011
- Oxybelis Wagler, 1830
- Palusophis Montingelli et al., 2019
- Pantherophis Fitzinger, 1843
- Philothamnus Smith, 1840
- Phrynonax Cope, 1862
- Phyllorhynchus Stejneger, 1890
- Pituophis Holbrook, 1842
- Platyceps Blyth, 1860
- Pseudelaphe Mertens & Rosenberg, 1943
- Pseudoficimia Bocourt, 1883
- Ptyas Fitzinger, 1843
- Rhamnophis Günther, 1862
- Rhinobothryum Wagler, 1830
- Rhinocheilus Baird & Girard, 1853
- Rhynchocalamus Günther, 1864
- Salvadora Baird & Girard, 1853
- Scaphiophis Peters, 1870
- Scolecophis Fitzinger, 1843
- Senticolis Campbell & Howell, 1965
- Simophis Peters, 1860
- Sonora Baird & Girard, 1843
- Spalerosophis Jan, 1865
- Spilotes Wagler, 1830
- Stegonotus Duméril, Bibron & Duméril, 1854
- Stenorrhina Duméril, 1853
- Stichophanes Wang, Messenger, Zhao & Zhu, 2014
- Symphimus Cope, 1869
- Sympholis Cope, 1861
- Tantilla Baird & Girard, 1853
- Tantillita Smith, 1941
- Telescopus Wagler, 1830
- Thelotornis Smith, 1849
- Thrasops Hallowell, 1857
- Toxicodryas Hallowell, 1857
- Trimorphodon Cope, 1861
- Wallaceophis Mirza, Vyas, Patel & Sanap, 2016
- Xenelaphis Günther, 1864
- Xyelodontophis Broadley & Wallach, 2002
- Zamenis Wagler, 1830

## LIên kết ngoài
- Dữ liệu liên quan tới Colubrinae tại Wikispecies
- Tư liệu liên quan tới Colubrinae tại Wikimedia Commons